# Henning Heise
Henning Heise (* 25. Oktober 1967 in Köln) ist ein deutscher Hotelier und Koch in Konstanz.

## Leben
Während seiner Ausbildung in der Hotelfachschule Heidelberg, die Heise 1994 als Diplom-Sommelier abschloss, absolvierte er ein Semester in der Spitalkellerei Konstanz am Bodensee im Bereich Önologie und Ampelografie. Von 1986 bis 1989 folgte eine weitere Ausbildung zum Restaurantfachmann und Koch im Parkhotel Sankt Leonhard in Überlingen sowie Auslandsaufenthalte in Canterbury und Praktika in verschiedenen Weingütern in Bordeaux und Burgund. Dann arbeitete Heise als Sommelier in Konstanz.
1991/1992 arbeitete Heise als Restaurantleiter und Sommelier im Sternehaus Berghotel Baader in Heiligenberg. Dort wurde er 1992 als bester Restaurantleiter Deutschlands ausgezeichnet. Es folgte eine dreijährige Restaurantleiter- und Sommeliertätigkeit in der 3-Sterne-Residenz Winkler in Aschau im Chiemgau bei Heinz Winkler.
Ab 1997 arbeitete Henning Heise dann in dem 5-Sterne-Haus Las Dunas in Estepona, Südspanien und dort wirkte dort zwei Jahre als Restaurantleiter und Sommelier. 1999 kehrte Heise zurück an den Bodensee. Hier im Seehotel wirkte er als Restaurantleiter und Sommelier bis 2002, dann übernahm er das Hotel Residenz am See in Öhningen am Bodensee, wo er fünf Jahre als Hoteldirektor und Küchenchef wirkte.
Seit 2007 führt Heise gemeinsam mit seiner Frau das Ringhotel Schiff am See in Konstanz. In seiner „Bürgerstube“ erkochte er sich zahlreiche Auszeichnungen, darunter 16 Punkte im Gault-Millau und einen Stern im Guide Michelin.
Henning Heise ist verheiratet und hat zwei Kinder.